# Máté Zalka
Dans le nom hongrois Zalka Máté, le nom de famille précède le prénom, mais cet article utilise l’ordre habituel en français Máté Zalka, où le prénom précède le nom.
Máté Zalka (né Béla Frankl le 23 avril 1896 à Tunyogmatolcs, Hongrie -  tué le 11 juin 1937 à Huesca, Espagne, sur le front de l’Aragon pendant la guerre civile) est le pseudonyme d’un écrivain et combattant communiste internationaliste hongrois.
Il a été tué au combat alors que, sous le nom de général Lukács, il commandait la XIIe brigade internationale.

## Jeunesse
Fils d’un aubergiste juif, de l’Est de l’actuelle Hongrie, le jeune Béla étudie à l’école Polgári Iskola de la ville proche, Mátészalka. 
À 18 ans il ment sur son âge et s’engage dans la cavalerie de l’empire austro-hongrois.

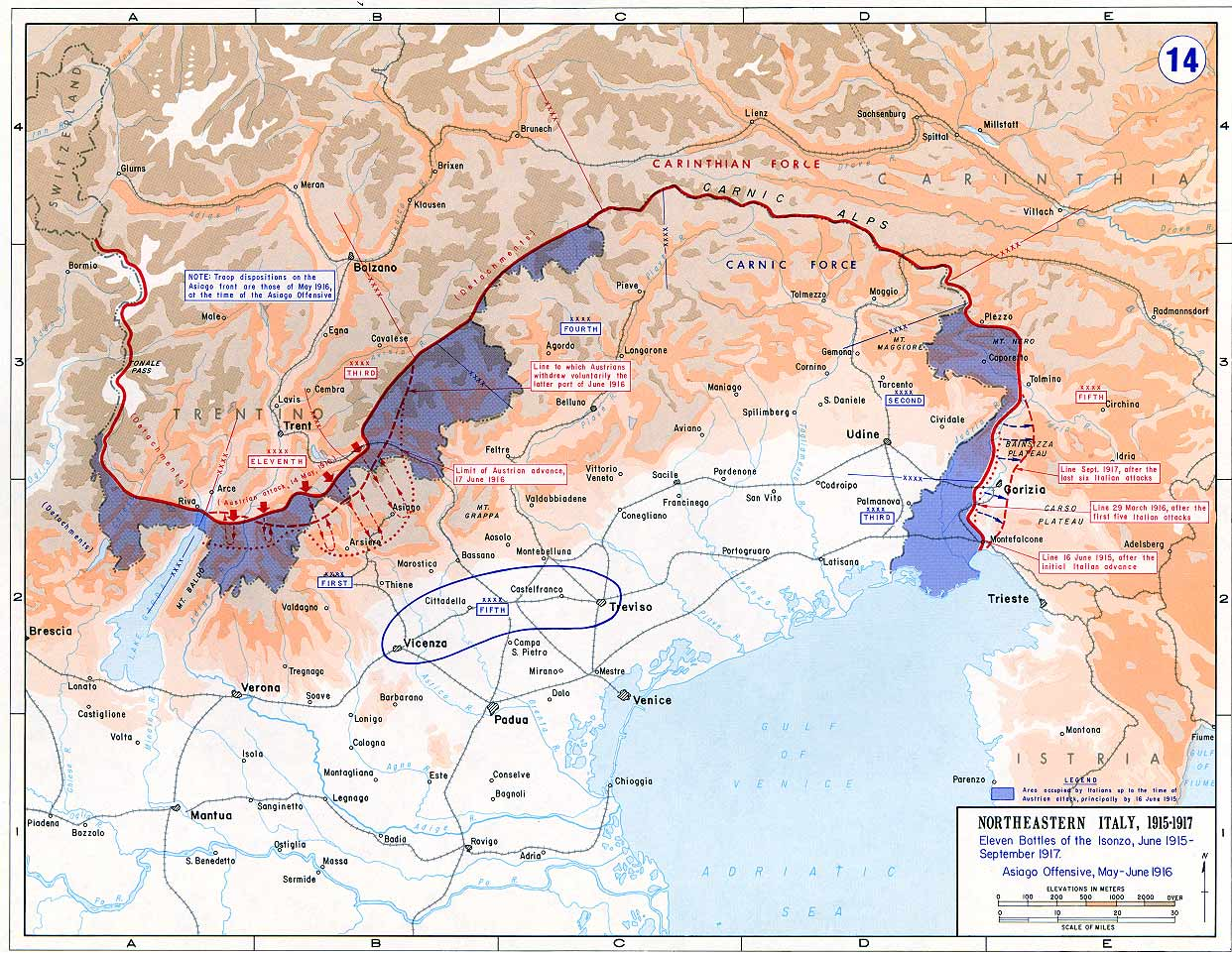
La ligne de front austro-italienne de l'Isonzo (au nord du port italien de Monfalcone, au-dessus de Trieste) a été l'enjeu de 12 batailles en 1915-17

Pendant la Première Guerre mondiale, il est sous-officier des hussards et combat sur le front de l’Isonzo .
Envoyé sur le front oriental en 1917, Zalka est blessé à Lutsk (aujourd’hui en Ukraine), capturé, et interné dans un camp de prisonniers de guerre , il adhère au communisme. 
En 1918, pendant la Guerre civile russe, dans la région de Khabarovsk, Zalka commande une unité de Gardes rouges formée presque exclusivement d’ex-prisonniers hongrois ; il lutte contre l’Armée Blanche et se signale par sa cruauté.
En 1920, Zalka combat contre les Polonais pendant la guerre russo-polonaise (bataille de Kiev), participe à la libération de Krasnoïarsk, et devient membre du parti communiste russe. 
De 1921 à 1923, il commande un régiment de cavalerie de la Tchéka puis du GPU. En Ukraine et en Crimée, Zalka combat les adversaires des bolchéviks, en particulier les anarchistes partisans de Nestor Makhno et exerce une sévère répression contre les populations locales.

## Théâtre et littérature
De 1925 à 1936, Zalka travaille au Courrier diplomatique, progresse dans la hiérarchie du PC, est membre du bureau de l'Association internationale des écrivains révolutionnaires (dont l'Association des écrivains et artistes révolutionnaires est la branche française), et écrit des romans basés sur ses souvenirs de guerre (voir le paragraphe « Œuvres littéraires »). 
Il est aussi, pendant quelques années, directeur du Théâtre de la Révolution à Moscou (aujourd'hui appelé Théâtre Maïakovski).

## Guerre d'Espagne
En novembre 1936, Zalka, sous le pseudonyme de « général Lukács » commande la XIIe Brigade internationale et défend la capitale espagnole pendant la bataille de Madrid (8 au 23 novembre 1936). El general Lukacs a comme adjoint l'ex-« russe blanc » Alexey Eisner, et acquiert alors une grande popularité parmi ses hommes et la population espagnole. 
Par la suite, la XIIe BI sous le général Lukács s’illustre encore lors de la bataille de Jarama (6 au 27 février 1937) et de la bataille de Guadalajara (8 au 23 mars 1937), qui stoppe la progression de Franco sur Madrid. 
Au début de 1937, Lukács est envoyé sur le front aragonais, et placé à la tête d’un assemblage d’unités diverses (assemblage qui deviendra un corps d’élite, la « 45ª División del Ejército Popular de la República »). Alors que les nationalistes entament la campagne de Biscaye, Lukács doit lancer une attaque de diversion sur la ville de Huesca, qui est aux mains de l’ennemi depuis le début de la guerre civile. 
Le 11 juin, au lieu-dit Monte Fragón, un obus atteint de plein fouet la voiture de Lukács alors que, de retour d’une inspection du front, elle passe le col d’Estrecho-Quinto. Il est tué, ainsi que son chauffeur ; le commissaire politique de la XIIe BI, Gustav Regler, qui accompagnait Lukács, est grièvement blessé. La plupart des sources estiment que c'est un avion nationaliste qui a mitraillé la voiture de Lukács, mais parce que Regler et André Marty se haïssaient notoirement et parce que Staline est alors partisan de la stratégie du « socialisme dans un seul pays », le NKVD est soupçonné d'avoir fait sauter la voiture où se trouvaient un militaire trop populaire et trop efficace, ayant servi sous Trotsky dans les années 1920 (Lukács), et un « déviationniste » (Regler). 

La ville de Huesca, occupée par les franquistes, se trouve à l'est de Logroño. Quoi qu'il en soit, l'offensive républicaine sur Huesca ne détourna pas les nationalistes de leur but : écraser les poches de résistance de la Biscaye.

Rappelé en urgence de Valence pour remplacer Lukács à la tête de la XIIe BI, le général Kleber ne pourra pas emporter Huesca. Les nationalistes sont certes peu nombreux mais ils sont bien armés et bien retranchés, alors que les attaquants républicains sont démoralisés, les unités anarchistes sont méfiantes et traumatisées par les récentes journées de mai à Barcelone (3 au 8 mai 1937). De plus l’incoordination dans le commandement (le général républicain Sebastián Pozas est théoriquement en charge) est totale.

## Œuvres littéraires
Zalka a écrit plusieurs livres inspirés de son expérience de guerre (Première Guerre mondiale, Guerre civile russe), en mettant l’accent sur la fraternité entre les peuples, l’absurdité et l'injustice de la guerre impérialiste mondiale.
Rattrapage, son 1er livre (écrit en russe) paraît en 1924 ; puis sortent Raid de cavalerie, en 1929 — Les Pommes, en 1934 — et en 1937 Doberdò, roman de guerre paru après le départ de Zalka pour l’Espagne.
En 1941, certains de ses écrits sont incorporés à un ouvrage de circonstance intitulé : Следуй за мной! (« Suivez-moi ! »).
Selon Arnold D. Harvey, « dans le cadre de la littérature hongroise d'entre les deux guerres mondiales, les livres inspirés par la guerre écrits par  Máté Zalka, Géza Gyóni (en), Aladár Kuncz, et Lajos Zilahy sont à rapprocher de ceux de Rodion Markovits (en) », un des plus grands écrivains hongrois parmi les intellectuels austro-hongrois devenus révolutionnaires entre 1914 et 1925, au milieu de l'écroulement d'un monde.

## Mémoire

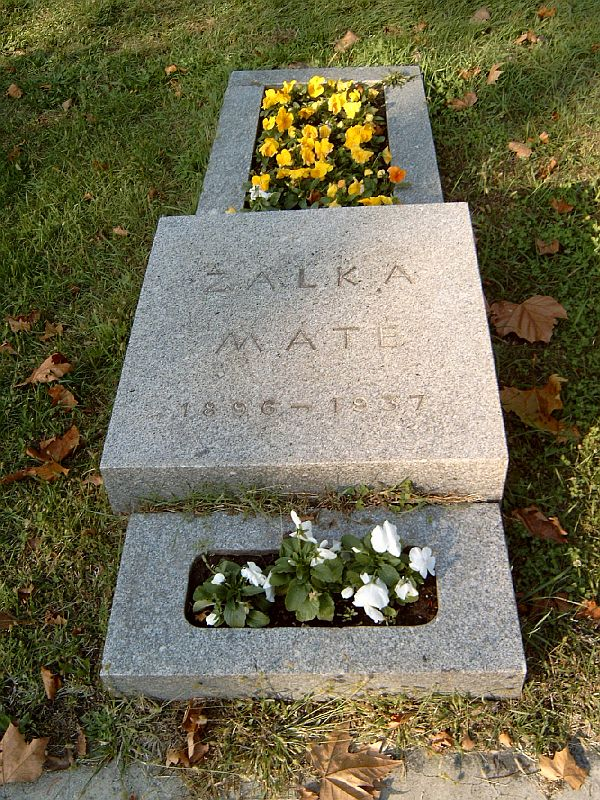
Tombe de Máté Zalka à Budapest.

Zalka est mentionné plusieurs fois par Ernest Hemingway (ils avaient établi des liens d'amitié) dans Pour qui sonne le glas, et dans sa nouvelle Under the ridge (« Sous la crête ») écrite en 1939).
Máté Zalka avait reçu l'ordre du Drapeau rouge, et, à titre posthume, l' Orden de la Liberación de España.
La dépouille de Zalka est longtemps restée en Espagne, puis a été transférée par son neveu (qui avait combattu lui aussi pendant la Guerre Civile Espagnole) dans le carré des braves du cimetière de Budapest.
Ilya Ehrenbourg a écrit : « Lukacz m'a souvent dit : « La guerre est un terrible gâchis » ».
L'école Polgári Iskola de Mátészalka, qui avait été nommée « École Máté Zalka », a perdu ce nom après la chute du communisme.
Selon WP magyar, un petit collège nommé Zalka Máté Fiúkollégium a existé à la périphérie de Budapest, dans le IXe district, rue Gönczy Pál. Il a fermé en 2001.
Une école technique militaire de Budapest porte son nom.